# Gribki
Gribki (russisch Грибки, deutsch Langhöfel) ist ein Ort in der russischen Oblast Kaliningrad. Er gehört zur kommunalen Selbstverwaltungseinheit Stadtkreis Gwardeisk im Rajon Gwardeisk.

## Geographische Lage
Gribki liegt zehn Kilometer südwestlich der Rajonstadt Gwardeisk (Tapiau) in einer Lichtung im Norden des les Oserski, des einstigen Forstes Frisching. Der Ort ist über die Kommunalstraße 27K-392 zu erreichen, die in Tumanowka (Gauleden) von der Regionalstraße 27A-025 (ex russische R508) abzweigt und über Krasny Bor (Starkenberg) führt. Die nächste Bahnstation ist Oserki-Nowyje an der Bahnstrecke Kaliningrad–Tschernyschewskoje (Königsberg–Eydtkuhnen/Eydtkau), einem Teilstück der einstigen Preußischen Ostbahn.

## Geschichte
Die Gründungszeit des vor 1946 Langhöfel genannten Ortes liegt vor 1721. Er bestand vor 1945 aus einer Försterei und ein paar Gehöften.
Im Jahre 1874 wurde Langhöfel in den neu errichteten Amtsbezirk Starkenberg (heute russisch: Krasny Bor) eingegliedert, der bis 1945 bestand und zum Landkreis Wehlau im Regierungsbezirk Königsberg der preußischen Provinz Ostpreußen gehörte. Im Jahre 1910 zählte Langhöfel 47 Einwohner. Am 30. September 1928 gab Langhöfel seine Eigenständigkeit auf und schloss sich mit der Landgemeinde und dem Gutsbezirk Starkenberg zur neuen Landgemeinde Starkenberg zusammen.
In Kriegsfolge kam Langhöfel 1945 mit dem nördlichen Ostpreußen zur Sowjetunion. 1947 erhielt der Ort die russische Bezeichnung „Gribki“ und wurde gleichzeitig dem Dorfsowjet Oserski selski Sowet im Rajon Gwardeisk zugeordnet. Von 2005 bis 2014 gehörte Gribki zur Landgemeinde Oserkowskoje selskoje posselenije und seither zum Stadtkreis Gwardeisk.

## Kirche
Vor 1945 war Langhöfel aufgrund seiner fast ausnahmslos evangelischen Bevölkerung in das Kirchspiel der Kirche Starkenberg (heute russisch: Krasny Bor) eingepfarrt. Es war Teil des Kirchenkreises Wehlau in der Kirchenprovinz Ostpreußen der Kirche der Altpreußischen Union. Heute liegt Gribki im Einzugsbereich der neu entstandenen evangelisch-lutherischen Gemeinde in Gwardeisk (Tapiau), einer Filialgemeinde der Auferstehungskirche in Kaliningrad (Königsberg) innerhalb der Propstei Kaliningrad der Evangelisch-lutherischen Kirche Europäisches Russland.